# Hégenheim
Hégenheim là một xã trong tỉnh Haut-Rhin, thuộc vùng Grand Est của nước Pháp, có dân số là 2576 người (thời điểm 1999). Xã nằm về phía nam của Cảng hàng không Basel Mulhouse Freiburg.

## Thông tin nhân khẩu
| 1962  | 1968  | 1975  | 1982  | 1990  | 1999  |
| ----- | ----- | ----- | ----- | ----- | ----- |
| 2.007 | 2.059 | 2.226 | 2.162 | 2.310 | 2.576 |